# Odenthal
Odenthal település Németországban, azon belül Észak-Rajna-Vesztfália tartományban. Lakosainak száma 15 385 fő (2023. december 31.). Odenthal Kürten, Wermelskirchen és Bergisch Gladbach községekkel határos.

## Népesség
A település népességének változása:
| Lakosok száma | 11 936 | 15 068 | 15 020 | 15 063 | 15 324 | 15 385 |
|               | 1975   | 2017   | 2019   | 2021   | 2022   | 2023   |